# Fisicalismo de tipo
O fisicalismo de tipo (também conhecido como teoria da identidade de tipo, teoria da identidade mente-cérebro, teoría da identidade mente-corpo e teoría de identidade da mente) é uma teoria da filosofia da mente que afirma que os eventos mentais são de um tipo idêntico ao dos eventos físicos do cérebro com que estão correlacionados. Tem o nome de  identidade de tipo para a distinguir da teoria próxima mas distinta chamada identidade de casos (token identity).
A distinção tipo/token pode-se ilustrar fácilmente mediante um exemplo. Na frase "amarelo é amarelo é amarelo é amarelo" há somente dois tipos de palavras ("amarelo" e "é") mas existem sete tokens (quatro tokens do tipo "amarelo" e três tokens do tipo "é"). O fisicalismo de tipo consiste na ideia de que os tipos de eventos mentais (por exemplo dor em todos os organismos individuais de todas espécies existentes desde todo o tempo) correspondem a tipos de eventos idênticos no cérebro (por exemplo, estimulação das fibras cerebrais em todos os organismos de todas as espécies desde todo o tempo).